# Tropiocolotes bisharicus
Espèce
Tropiocolotes bisharicus est une espèce de geckos de la famille des Gekkonidae.

## Répartition
Cette espèce est endémique du Sud-Est de l'Égypte.
Sa présence au Soudan est incertaine.

## Description
Tropiocolotes bisharicus mesure jusqu'à 31 mm, queue non comprise.

## Publication originale
- Baha El Din, 2001 : A synopsis of African and South Arabian geckos of the genus Tropiocolotes (Reptilia: Gekkonidae), with a description of a new species from Egypt. Zoology in the Middle East, vol. 22, p. 45-56 (texte intégral).